# Frédéric-Louis de Hohenlohe-Ingelfingen
Pour les articles homonymes, voir Maison de Hohenlohe.
 (mars 2025).
Frédéric-Louis de Hohenlohe-Ingelfingen (en allemand : Friedrich Ludwig Fürst zu Hohenlohe-Ingelfingen) (31 janvier 1746 - 15 février 1818), général prussien, est le fils aîné du prince Henri-Auguste de Hohenlohe-Ingelfingen (de) (1715-1796).

## Biographie
Fils d'Henri-Auguste de Hohenlohe-Ingelfingen (de), Frédéric-Louis de Hohenlohe-Ingelfingen commence sa carrière militaire contre les Prussiens pendant les dernières années de la guerre de Sept Ans. En 1768, il intègre l'armée prussienne avec le grade de commandant, compte tenu de son rang de prince. En 1775 il devient lieutenant-colonel. En 1778 il participe à la guerre de succession de Bavière et dans le même temps est fait colonel. Peu avant la mort de Frédéric le Grand il est promu au rang de général. Pendant quelques années le prince Frédéric-Louis est chef de garnison à Breslau, jusqu'à ce qu'en 1791 il soit nommé gouverneur de Berlin. En 1794 il est chef de corps dans l'armée prussienne sur le Rhin et se distingue considérablement dans nombre d'engagements, en particulier dans la bataille de Kaiserslautern le 20 septembre mais manque d'être capturé le 2 fructidor an IV (19 août 1796) lors de la bataille de Sulzbach.

### Le vaincu d'Iéna
Il est alors l'officier le plus populaire de l'armée prussienne. Blücher a écrit de lui qu'il est un chef dont l'armée prussienne pouvait être fière[réf. nécessaire].
En août 1806, le prince transfère la capitale de ses états d'Ingelfingen à Ohringen puis, refusant la médiatisation de sa principauté, abdiqua en faveur de son fils ainé, Auguste. Peu après, la principauté est intégrée au nouveau Royaume de Wurtemberg. En 1811, le prince Auguste épouse très diplomatiquement une nièce du roi de Wurtemberg.
Sur le plan militaire, général d'infanterie, il commande l'aile gauche des forces prussiennes s'opposant à Napoléon. Il a, sous ses ordres, le prince Louis-Ferdinand de Prusse, les généraux Tauenzien et von Grawert ainsi que l'ensemble du contingent saxon. Des conflits éclatent bientôt entre Hohenlohe et le commandant en chef, le duc de Brunswick ; les armées sont menées sans résultats efficaces, et finalement l'armée de Hohenlohe est quasiment détruite par Napoléon à la bataille d'Iéna.
Le prince fait preuve de son courage au cours de la bataille, et parvient à rassembler une partie de son corps d'armée près d'Erfurt. Il se rend avec le reste de son armée à Prenzlau le 28 octobre 1806, une quinzaine de jours après Iéna et trois semaines après le commencement des hostilités. 
Après deux ans passés en tant que prisonnier de guerre en France, Hohenlohe se retire dans ses domaines où il meurt en 1818.

## Famille
Frédéric-Louis se marie le 8 avril 1782 à Gleina avec Amalie Charlotte Marianne Louise Christiane comtesse von Hoym (née le 6 octobre 1763 à Mayence et mort le 20 avril 1840 à Marienhof). Le couple divorce en 1799. Ils ont les enfants suivants :
- Frédéric-Auguste II Charles (1784-1853) marié le 28 septembre 1811 avec Luise de Wurtemberg (née le 4 juin 1789 et morte le 16 juin 1851)
- Adélaïde-Charlotte-Wilhelmine (née le 20 janvier 1787 à Breslau et morte le 20 août 1858) mariée le 9 juillet 1812 avec Louis de Hohenlohe-Kirchberg (né le 16 septembre 1786 et mort le 25 décembre 1836)
- Louise-Sophie-Émilie (née le 20 novembre 1788 à Breslau et morte le 1er octobre 1859) mariée le 26 juin 1810 avec Albert d'Erbach-Fürstenau (de) (né le 18 mai 1787 et mort le 28 juillet 1851)
- Wilhelm Ludwig Eduard (né à Breslau le 18 décembre 1789 et mort au même lieu le 9 novembre 1790)
- Auguste-Charlotte-Frédérique-Sophie-Amélie (née le 16 novembre 1793 à Walluf et morte le 8 juin 1821) mariée le 19 juillet 1816 avec Charles de Hesse-Philippsthal-Barchfeld (né le 27 juin 1784 et mort le 17 juillet 1854)
- Louis-Charles (né le 16 novembre 1794 à Ingelfingen et mort le 14 décembre 1794)
- Adolphe-Charles-Frédéric-Louis (1797-1873), ministre-président et général de cavalerie prussien marié le 19 avril 1819 avec Louise de Hohenlohe-Langenbourg (née le 22 août 1799 et morte le 17 janvier 1881)
- Alexandre-Louis-Charles-Henri (né le 3 juin 1798 à Altscheidnig et mort le 23 mars 1829).